# Xcambó

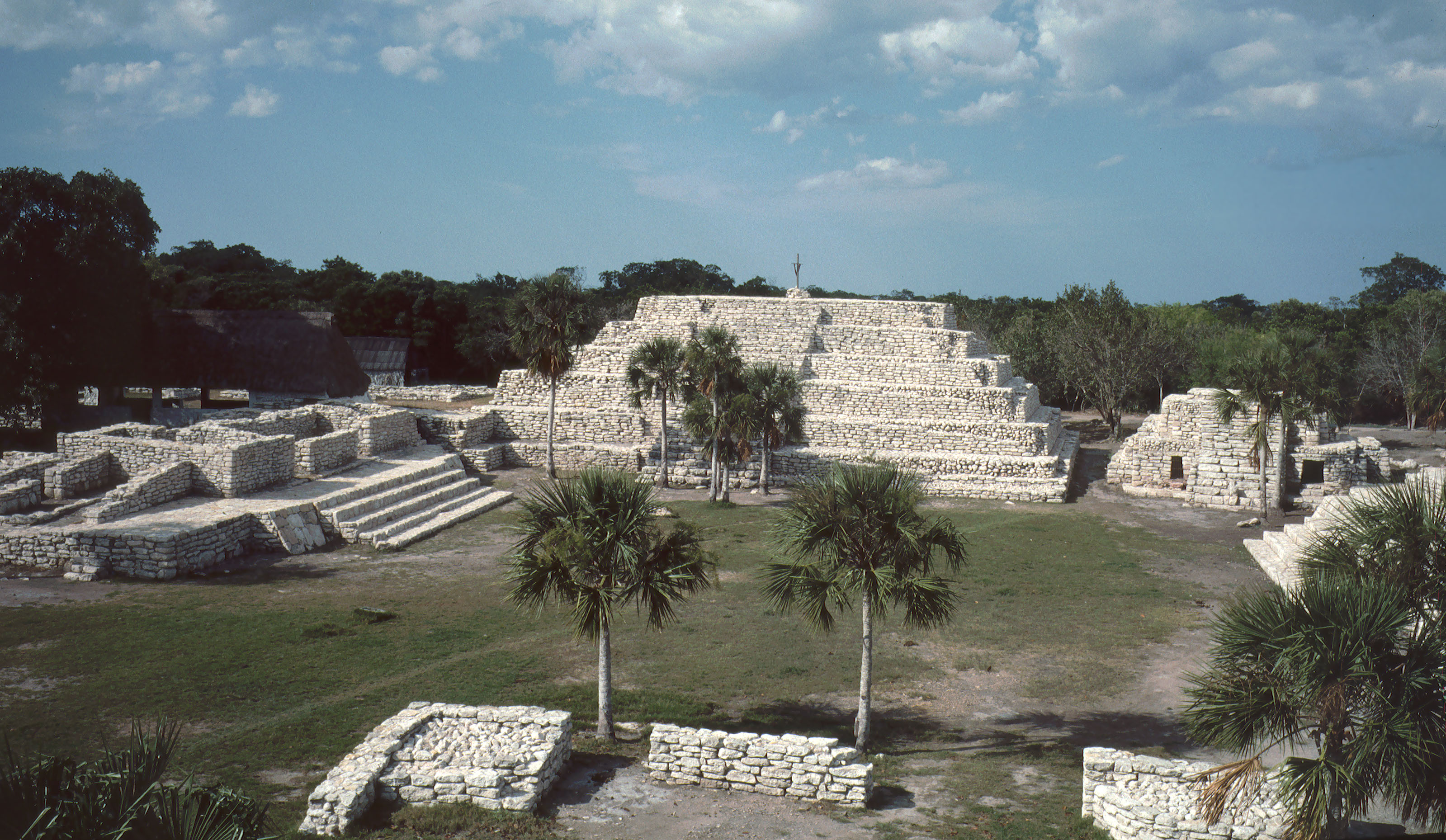
Ruinen von Xcambó

Xcambó (manchmal auch Xtampú geschrieben) ist eine Ruinenstätte der Maya, nahe der Nordküste der Halbinsel Yucatán im Bundesstaat Yucatán in Mexiko.

## Lage
Die Ruinenstätte liegt an der Laguna Rosada, nur etwa 2 km von der Küste des Karibischen Meeres entfernt. Etwa 60 km Fahrtstrecke trennen den Ort von der südwestlich gelegenen Stadt Mérida bzw. 35 km von der westlich gelegenen Hafenstadt Progreso. Die nächstgelegene Ortschaft ist Telchac Puerto, ca. 6 km östlich.

## Geschichte
Die Maya-Stätte ist wahrscheinlich im 1. Jahrhundert unserer Zeitrechnung gegründet worden, ältere Strukturen wurden jedenfalls bislang nicht freigelegt. Man nimmt an, dass der Ort von Fischfang und Salzgewinnung lebte; beide Güter wurden wahrscheinlich auch in andere Städte exportiert. In der Blütezeit der Maya-Kultur (ca. 500 bis 800 n. Chr.) entstanden auch die Bauten von Xcambó, und kleinere Töpferwaren von der Golfküste und möglicherweise sogar aus Guatemala wurden importiert. Mit den Ausgrabungsarbeiten wurde erst in den 1980er Jahren begonnen; sie sind immer noch im Gange.

## Sehenswürdigkeiten

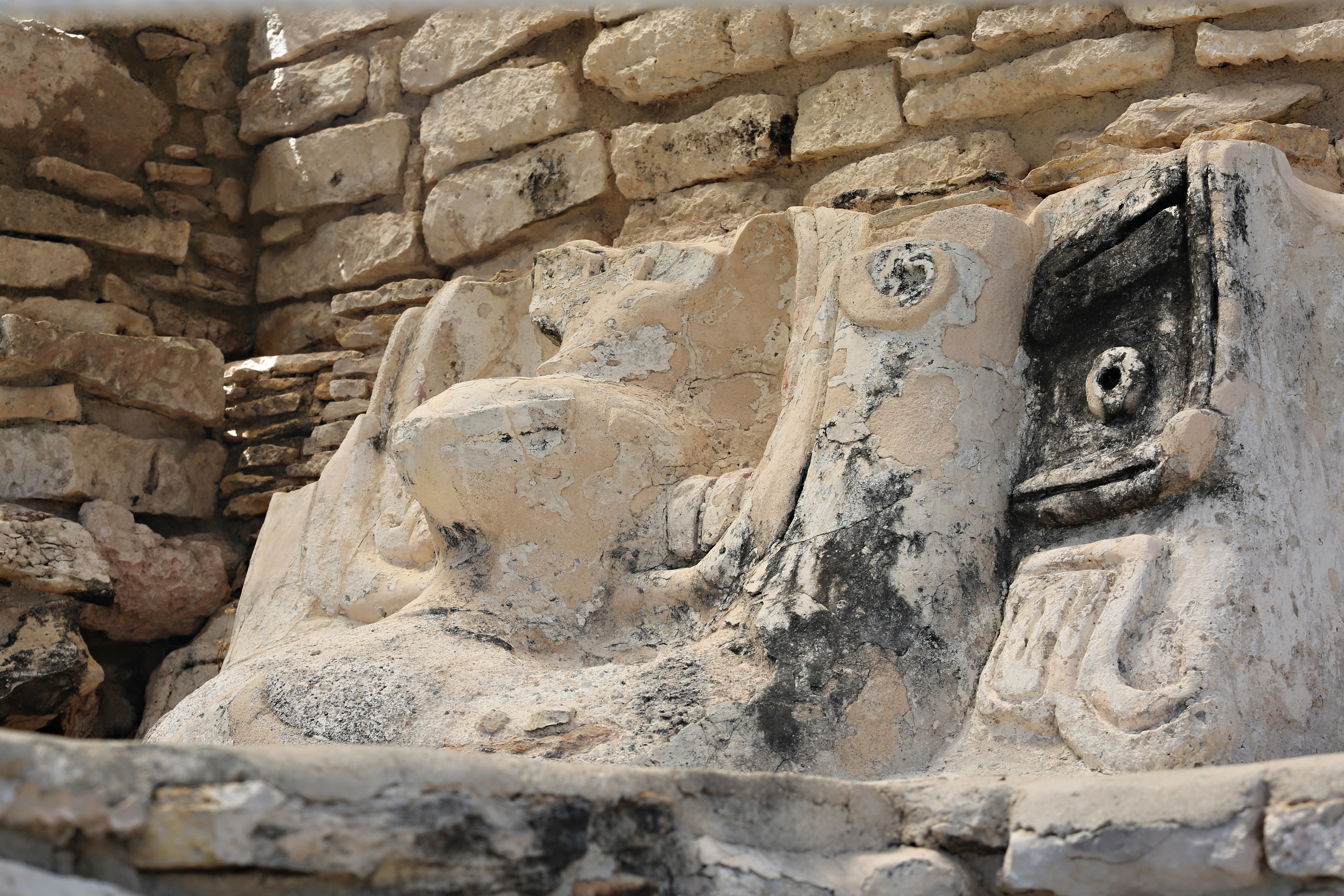
Stuckmaske

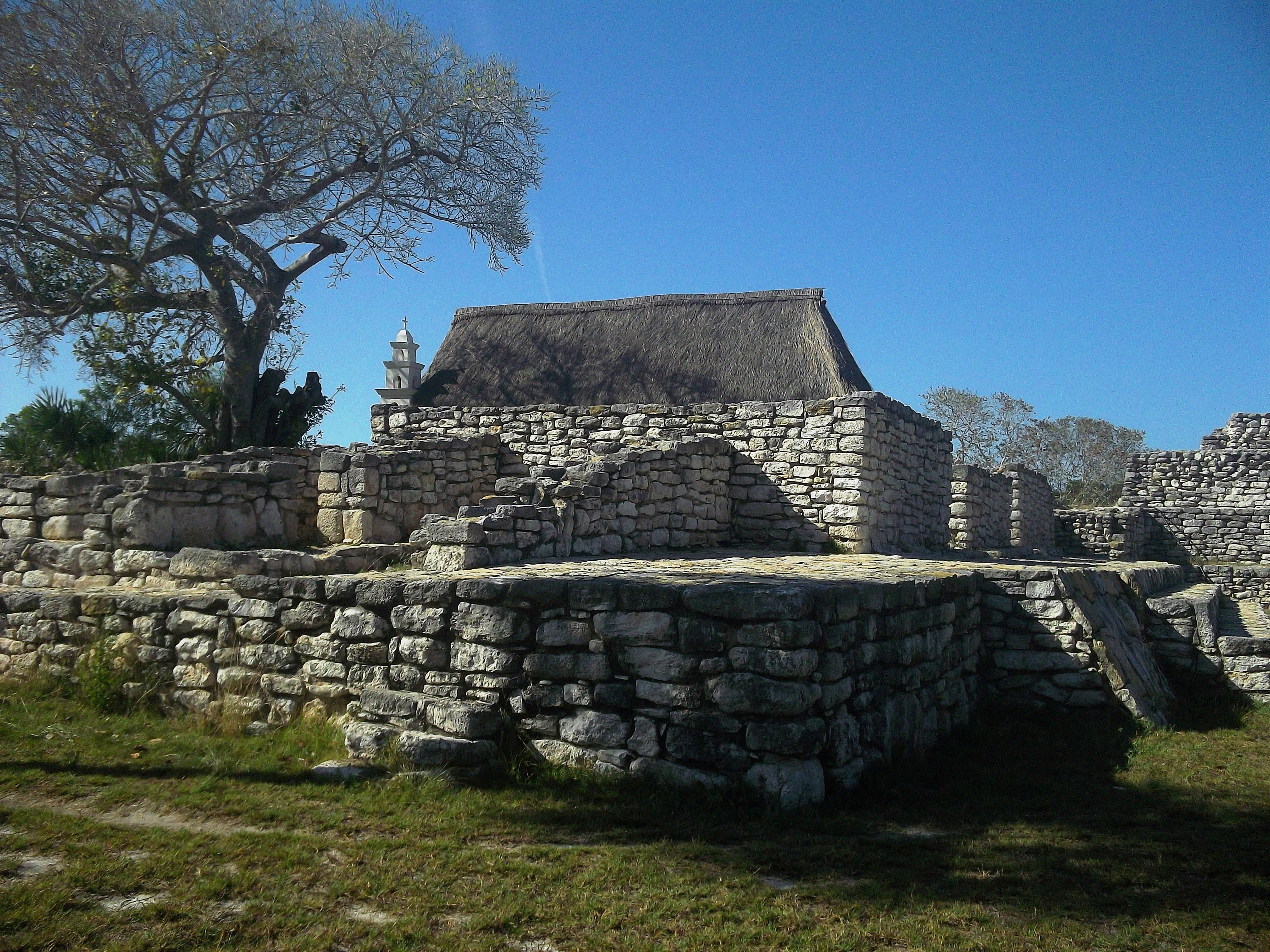
Kapelle

Die Hauptsehenswürdigkeiten von Xcambó gruppieren sich um eine große Platzanlage:
TempelpyramidenDie mehrgeschossige Hauptpyramide mit ihrer zentralen Treppe ist wahrscheinlich komplett erhalten; vom Tempel jedoch fehlt jede Spur. Zwei kleinere Pyramiden stehen ebenfalls an der Plaza; auf der Rückseite einer der Pyramiden wurden mehrere große Stuckmasken freigelegt – von der ehemals wohl vorhandenen Bemalung ist nichts erhalten.
PalästeZu beiden Seiten der zentralen Platzanlage befinden sich leicht erhöht liegende Palastkomplexe („Akropolis“). Die Grundmauern mehrerer Palastbauten sind erhalten.
BäderZwei mayazeitliche, von Steinen eingefasste Schwitzbäder sind im Erdboden versenkt. Darüber erhoben sich wahrscheinlich Hütten aus Astgeflecht und/oder Schilf.
KapelleDie kolonialzeitliche Kapelle aus dem 16./17. Jahrhundert wurde auf den Ruinen eines mayazeitlichen Unterbaus errichtet. Es ist ein einfacher Bau von etwa 16 m Länge, wovon nur die Hälfte seitlich weitgehend geschlossen ist; der andere Teil ist dagegen seitlich offen. Der Bau hat ein schilfgedecktes Dach, welches auf einem offenen hölzernen Dachstuhl aufliegt. Zu beiden Seiten des Eingangs stehen zwei etwa 5½ m hohe Türmchen, deren unterer Teil – wie in der spanischen Kolonialarchitektur üblich – völlig ungegliedert und undekoriert ist; der obere Bereich ist dagegen dreifach gestaffelt und zurückgestuft. Im Innern des Kirchleins befindet sich ein Steinaltar vor einer nachgeahmten (oder gar integrierten) Treppenstruktur.